# Bert Weedon

Weedons Single Apache

Herbert Maurice William „Bert“ Weedon (OBE; * 10. Mai 1920 in East Ham, London; † 20. April 2012 in Beaconsfield) war ein britischer Gitarrist.

## Leben
Weedon leitete bereits als Teenager Gruppen wie die Blue Cumberland Rhythm Boys und Bert Weedon and His Harlem Hotshots. In den 1930er- und 1940er-Jahren spielte er in der semi-professionellen Dixieland Jazzband Harry Gold’s Pieces of Eight und trat auch Anfang der 1940er-Jahre mit dem Jazzviolinisten Stéphane Grappelli und dem Pianisten George Shearing auf. Zusammen mit dem klassischen Gitarristen Julian Bream war er als Theatermusiker für die Produktion von Garcia Lorcas Theaterstück Bluthochzeit tätig.
Er begann seine Karriere in den Orchestern von Mantovani und Ted Heath, ehe er von der BBC als Solist ihrer Showband engagiert wurde. Er begleitete amerikanische Künstler wie Frank Sinatra, Judy Garland und Tony Bennett bei Aufnahmen in London. Ab 1955 trat er regelmäßig in britischen Fernsehsendungen wie Slater’s Bazaar auf, um 1960 auch in einigen TV-Kindershows wie Small Time, Tuesday Rendezvous und Five O’Clock Club, mit Muriel Young, Wally Whyton und Ollie Beak.
Mit Titeln wie Guitar Boogie Shuffle, Apache und Nashville Boogie konnte er sich Ende der 1950er-Jahre in den britischen Charts etablieren. Zu seinen bekannten Kompositionen dieser Zeit zählen Sorry Robbie (1960), China Doll (1961) und Ginchy (1961). Im Jahr 1976 war sein Album 22 Golden Guitar Greats ein Nummer-eins-Hit in der LP-Hitparade. Damit war er der erste Sologitarrist, dem dies gelang.
Weedons Gitarrenspiel und sein Lehrbuch Play in a Day hatten starken Einfluss auf spätere Rockgitarristen wie Joe Brown, Eric Clapton, Paul McCartney und Brian May. Die Erstauflage des Buches erschien 1957, seither wurden mehr als eine Million Exemplare verkauft.

## Diskografie
Alben
- King Size Guitar, 1960
- Saturday Club (Kompilation), 1960
- Honky Tonk Guitar, 1961
- Your Favourite TV and Radio Themes (Kompilation), 1962
- The Romantic Guitar of Bert Weedon, 1970
- Rocking at The Roundhouse, 1970
- Sweet Sounds of Bert Weedon’s Guitar, 1971
- Contour Sampler Album (Kompilation), 1971
- Bert Weedon Remembers Jim Reeves, 1973
- The Gentle Guitar of Bert Weedon, 1975
- Bert Weedon Remembers Nat King Cole, 1975
- 22 Golden Guitar Greats, 1976
- Guitar in Gold (Kompilation), 1976
- 20 Super Guitar Greats, 1977
- Let the Good Times Roll, 1977
- Blue Echoes, 1977
- Honky Tonk „Guitar“ Party, 1977
- Million Selling Guitar Compilation, 1977
- 16 Country Guitar Greats, 1978
- Bert Weedon Plays Nat „King“ Cole Favourites, 1978
- 40 Guitar Greats, 1979
- Heart Strings, 1980
- Bert Weedon and His Dancing Guitars, 1982
- Love Letters, 1981
- Bert Weedon Mr Guitar, 1984